# Panique sur Londres
Panique sur Londres (titre en italien : Londra nel Terrore) est un roman d'Edward Jones de la série Le Trio de la Tamise, paru en 1975 en Italie et publié en France dans la Bibliothèque verte en 1981 (avec une traduction de Josette Gontier et des illustrations de François Dermaut).

## Résumé
Des événements étranges se succèdent en quelques jours à Londres : les aiguilles de Big Ben sont tordues, la hampe en fer du drapeau placé à l'entrée de Buckingham Palace est pliée en accordéon, le pont de Tower Bridge est soudé et ne s'ouvre plus. La population s'affole et l'on commence à parler d'événements surnaturels ou de l'œuvre d'extraterrestres. Les Londoniens quittent en masse la ville tandis que la police ne trouve aucun indice.
Le Trio de la Tamise (Dave, Ted et Cathy) va découvrir la vérité : tout cela était l'œuvre d'un déséquilibré qui avait le pouvoir de « tordre » et de « plier » à distance le métal à sa guise par la force de ses facultés parapsychiques, pouvant agir à distance sur la matière. L'homme est arrêté.